# Teofila Radziwiłłová
Teofila Radziwiłłová, či v litevské podobě Radvilová (primo voto Brzostowska, secundo voto Fersenowa) byla polsko-litevská šlechtična z litevského rodu Radivilů a členka zednářské lóže Dokonalá věrnost v roce 1781.

## Život
Narodila se jako dcera Leona Michala Radziwiiła a jeho manželky Anny Luisy rozené Mycielské. Provdala se za livonského vojvodu Stanisława Brzostowského a později za ruského generála Hermanna Gustawa Fersena (vzdáleného bratrance Ivana Fersena).